# ینی ایلی‌سو
ینی ایلی‌سو (به لاتین: Yeni İlisu) یک منطقه مسکونی در جمهوری آذربایجان است که در شهرستان قاخ واقع شده است.  